# Oxycanus antipoda
Oxycanus antipoda là một loài bướm đêm thuộc họ Hepialidae. Nó được tìm thấy ở Tasmania và Victoria.
Ấu trùng ăn grasses.

## Hình ảnh

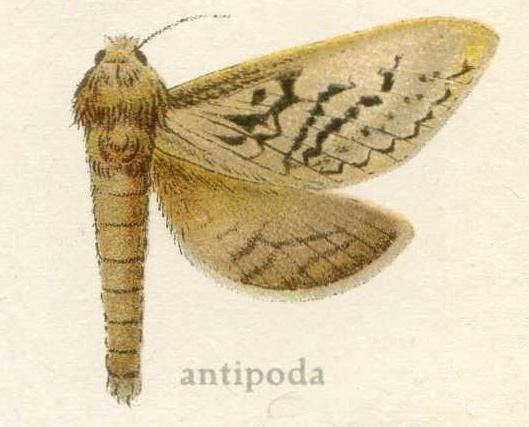
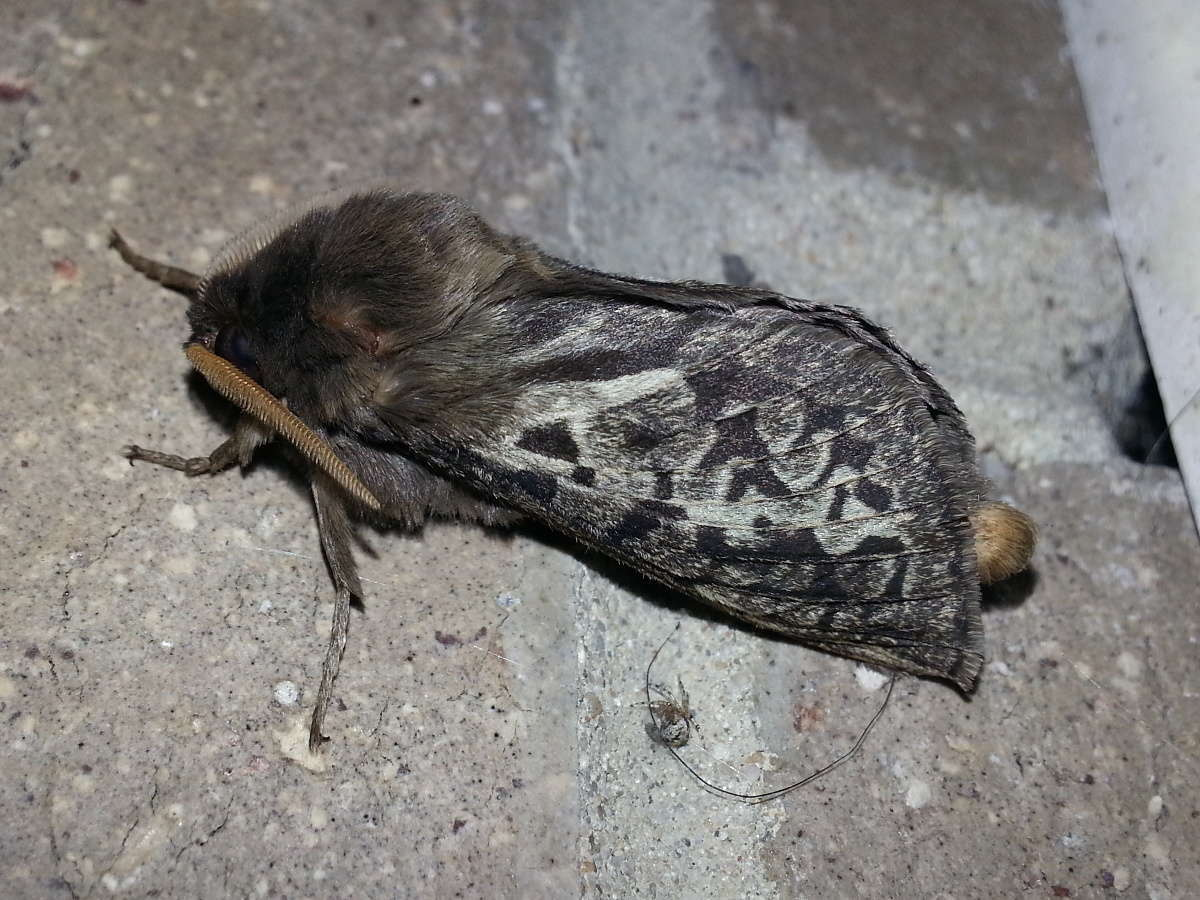